# Langwied (München)
Langwied ist ein Stadtteil von München. Zusammen mit den Stadtteilen Aubing und  Lochhausen bildet er den Stadtbezirk Aubing-Lochhausen-Langwied.

## Geschichte

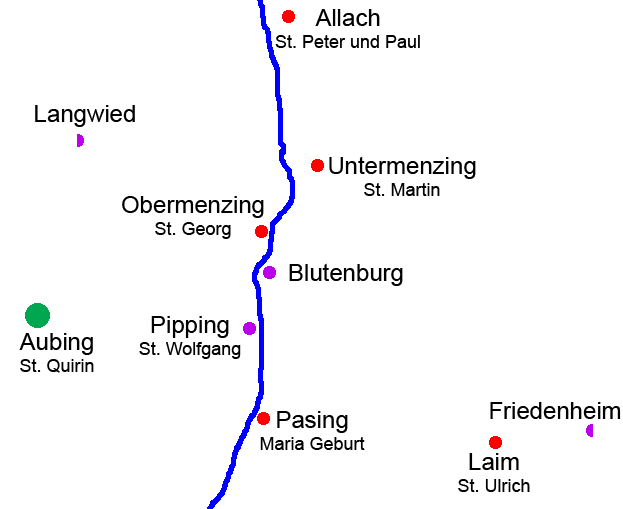
Die Aubinger Pfarrei vom Mittelalter bis ins 19. Jahrhundert. In der Konradinischen Matrikel von 1315 erwähnte Filialen in rot, später erwähnte in violett, die Würm in blau. Langwied und Friedenheim gehörten teilweise zur Pfarrei, der Rest Langwieds gehörte zur Pfarrei Lochhausen.

Langwied wurde erstmals 1269/1271 als Lanquat erwähnt. Der Name Langwied bedeutet am langen Wald (zu ahd. witu ‚Holz, Wald‘). Der Teil quat in dem bis zum 15. Jahrhundert verwendeten Namen Lanquat könnte von ahd. wat ‚Furt‘ (vgl. waten) kommen und eventuell auf eine Furt zum Durchwaten des Langwieder Baches anspielen.
1818 wurde die Gemeinde Langwied zusammen mit Lochhausen und Gröbenzell gebildet.
Im Jahre 1908 (26. Nov.) machte Leonhard Heigl aus Lochhausen, Knecht an der Heitmeierschen Bahnhofwirtschaft, einen bedeutenden Münzfund. Beim Ackern stieß er in etwa 10 cm Tiefe auf einen zerbrochenen Topf mit etwa 1700 römischen Kaisermünzen, die aufgrund der monatelangen Nachlese von Kindern und anderen Liebhabern sich noch auf fast 2000 Stück vermehrten. Es waren versilberte Kupfermünzen, geprägt in der Zeit von 260 bis 310 n. Chr., nach Auffassung Prof. Dr. Bernharts Löhnungsgelder, die infolge widriger Verhältnisse zu Anfang des Jahrhunderts hastig vergraben wurden, ohne dass die Besitzer Zeit fanden, das Versteck nochmal aufzusuchen. Die Fundstelle bei Langwied ist heute nicht mehr mit einwandfreier Sicherheit festzustellen. Vermutlich ist sie durch Kiesaushub gänzlich verschwunden und liegt wahrscheinlich in der Mitte zwischen Menzing und Lochhausen. Der Großteil des Fundes mit 1675 Münzen befindet sich heute in der Staatlichen Münzsammlung in München.
Am 1. April 1942 wurde die Gemeinde mit Vertrag vom 29. August/2. September 1941 in die Stadt München eingemeindet. Nördliche Teile von Langwied bildeten mit anderen Gemeindeteilen am 1. August 1952 die Gemeinde Gröbenzell. Langwied und Lochhausen bildeten zunächst gemeinsam den Stadtbezirk 40 Langwied-Lochhausen, der 1992 mit dem damaligen Stadtbezirk 39 Aubing zum neuen Stadtbezirk 22 Aubing-Lochhausen-Langwied zusammengelegt wurde.

## Politik
Der Bezirksausschuss von Aubing-Lochhausen-Langwied wurde zuletzt am 16. März 2014 gewählt. Die Sitzverteilung lautet wie folgt: CSU 10, SPD 6, Grüne 4 und FDP 1. Von den 30.437 stimmberechtigten Einwohnern in Aubing-Lochhausen-Langwied haben 13.285 von ihrem Wahlrecht Gebrauch gemacht, womit die Wahlbeteiligung bei 43,6 Prozent lag.

## Geographie
1995 wurde das großflächige Kalkmagerrasengebiet Langwieder Heide per Stadtratsbeschluss geschützt. Die Langwieder Heide zählt dank ihrer besonderen Fauna und Flora zu den wertvollsten Magerrasenflächen in München.

## Denkmalschutz
Der Ortskern von Langwied steht als Ensemble unter Denkmalschutz. Für die einzelnen Baudenkmäler siehe die Liste der Baudenkmäler in München/Langwied.

## Söhne und Töchter Langwieds
- Josef Zimmermann (* 1901 in Langwied; † 29. Dezember 1976 in Augsburg), von 1952 bis 1972 Weihbischof im Bistum Augsburg.

## Sonstiges
Unter dem neugebauten Werk der Paulaner-Brauerei läuft ein Erdkabel mit 2 Systemen für 380 kV hindurch.